# Platylabus moestificus
Platylabus moestificus är en stekelart som beskrevs av Berthoumieu 1897. Platylabus moestificus ingår i släktet Platylabus och familjen brokparasitsteklar. Inga underarter finns listade i Catalogue of Life.